# His Only Pair of Trousers
His Only Pair of Trousers è un cortometraggio muto del 1907 diretto da A.E. Coleby.

## Trama
Un vagabondo ruba i pantaloni a un idraulico che, per inseguirlo, s'avvolge in una tela cerata.